# Aquificales
Aquificales (лат.) — порядок бактерий, включающий экстремально термофильные бактерии, способные размножаться при температурах до 95 °C, единственный порядок одноимённых типа и класса Aquificae. Включает три семейства и род, не отнесённый к какому-либо семейству:
- Aquificaceae Reysenbach 2002
- Desulfurobacteriaceae L'Haridon et al. 2006
- Hydrogenothermaceae Eder and Huber 2003
- Thermosulfidibacter Nunoura et al. 2008

Название таксон образовано от названия рода Aquifex Huber and Stetter 1992. Aquifex можно перевести как «создатель воды» — в названии отражена способность представителей этого рода получать энергию путём окисления водорода кислородом воздуха с образованием воды. Первый представитель этого рода — Aquifex pyrophilus — был открыт в 1992 году. Представители рода Desulfitobacterium способны к редуцирующему дегалогенированию хлорсодержащих ароматических соединений, есть предположения о использовании представителей рода Desulfitobacterium как источник электричества.

## Биологические свойства
Хемолитоавтотрофы, аэробы и анаэробы, экстремальные термофилы. Представители способны к фиксации диоксида углерода путём восстановительного цикла трикарбоновых кислот, в качестве источника энергии способны использовать водород, окисление соединений серы, а также галогенированные соединения, некоторые представители способны к т. н. галореспирации, некоторые представители также способны к восстановлению металлов и гуминовых кислот. некоторые представители способны к дегалогенированию опасных загрязнителей- хлорированных фенолов и хлорированных алкенов. Представители отряда характеризуются некоторыми особенностями строения белков, также характерно отсутствие белка recX. Представители отряда встречаются в микробных популяциях горячих источников.